# Koncert fortepianowy (Bacewicz)
Koncert fortepianowy – utwór na fortepian i orkiestrę skomponowany w 1949 przez Grażynę Bacewicz.
Bacewicz zgłosiła utwór na Konkurs Kompozytorski im. Fryderyka Chopina, zorganizowany w kwietniu 1949 przez Związek Kompozytorów Polskich z okazji setnej rocznicy śmierci Chopina, gdzie otrzymała II nagrodę (I nie przyznano). Utwór został prawykonany 4 listopada 1949  przez Stanisława Szpinalskiego. Akompaniowała mu Orkiestra Filharmonii Warszawskiej, którą dyrygował Andrzej Panufnik. Bacewicz zadedykowała później Szpinalskiemu Krakowiak koncertowy, za którego otrzymała III nagrodę na II Konkursie Kompozytorskim im. Fryderyka Chopina. Wykonanie Koncertu fortepianowego odbyło się również podczas II Festiwalu Współczesnej Muzyki Polskiej w 1955.
Kompozycja utrzymana jest w stylu neoklasycznym. Posiada cechy folklorystyczne (m.in. zawiera cytaty z polskich pieśni ludowych), co wpisuje się w tendencję ówczesnej muzyki polskiej.
Utwór składa się z trzech części:
1. Allegro moderato – allegro sonatowe; temat I oparty na pentatonice półtonowej[8], nawiązujący do pieśni Pije Kuba do Jakuba[3] [8];
2. Andante – nawiązująca do pieśni Oj, chmielu[3] [9];
3. Molto allegro – o charakterze oberka[3] [9].